# Archiearis
Archiearis là một chi bướm đêm thuộc họ Geometridae được tìm thấy ở miền bắc miền Tân bắc và miền Cổ bắc.

## Các loài
- Archiearis infans (Möschler, 1862) – The Infant
- Archiearis notha (Hübner, [1803]) – Light Orange Underwing
- Archiearis parthenias (Linnaeus, 1761) – Orange Underwing
- Archiearis puella (Esper, 1787)
- Archiearis touranginii (Berce, 1870)